# Ange Gandolfo
Ange Gandolfo, né à Coni  (en italien Cuneo) le 14 juillet 1755 est un fonctionnaire napoléonien, successivement préfet, au département de la Doire, puis de l'Ombrone.

## Biographie
Ange Gandolfo nait le 14 juillet 1755 à Coni, fils du médecin Pietro Gandolfi et sa femme née Belmondo. En 1784 il est agrégé au collège des jurisconsultes de l'université de Turin et devient le 25 juillet 1786 professeur de droit à l'académie de Turin. En ventose an VII il est nommé membre du tribunal civil de Turin et le 10 vendemiaire an VIII, régent de la secrétairerie d'état du Piémont pour l'intérieur.
Il épouse, le 29 février 1820, Caroline Marroccio di Monale et le couple a deux fils et une fille ,.
 Il meurt à Turin le 13 avril 1849.

### Préfet de la Doire
Il exerçe son mandat à Ivrée du 10 mai 1801 à 1805, avant d'être muté à Sienne (Ombrone).

### Préfet de l'Ombrone

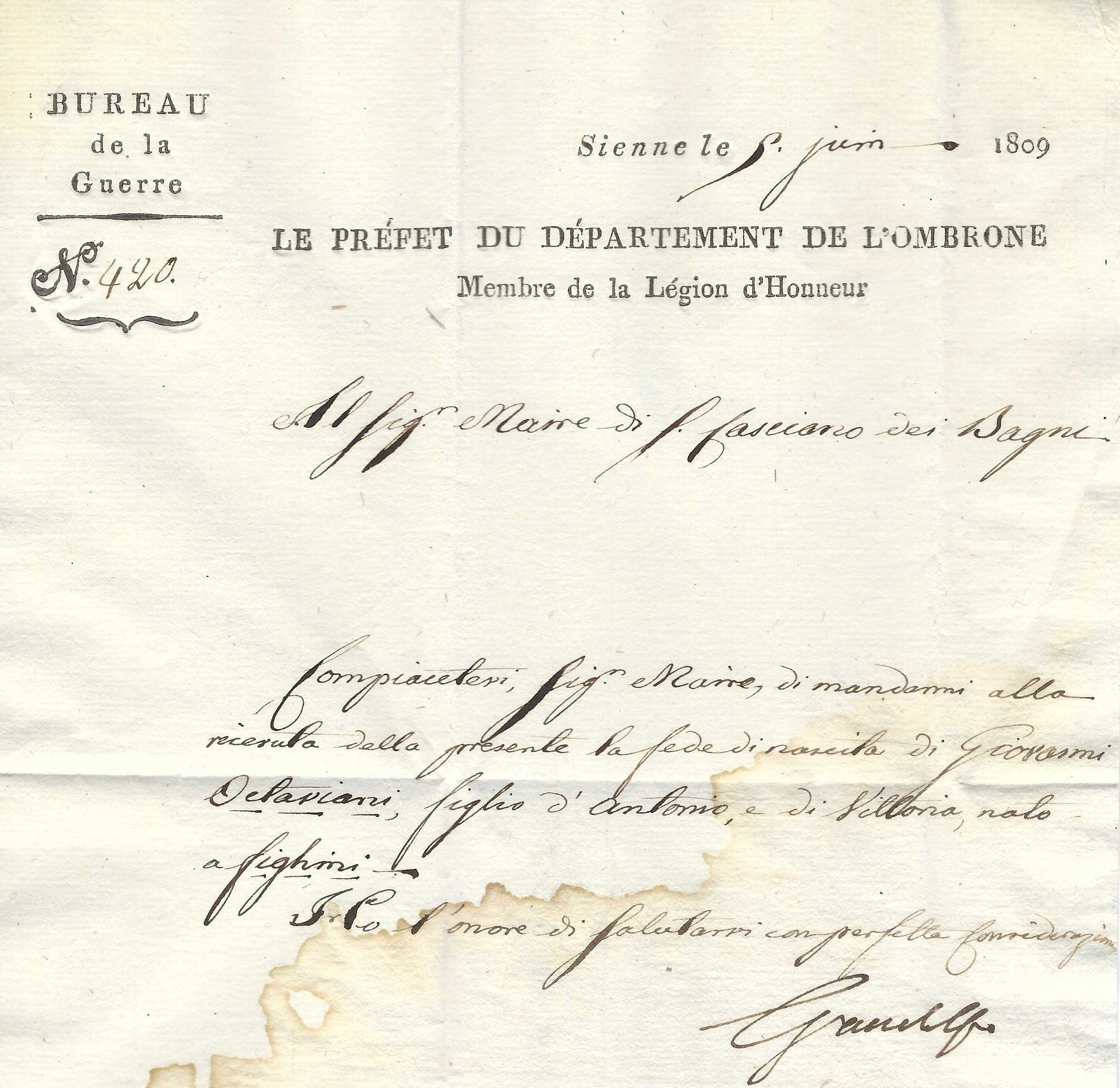
lettre de Sienne du préfet Gandolfo du 5 juin 1809

Durant son mandat à l'Ombrone, du 25 février 1808 jusqu'en 1814, Gandolfo s'investit dans la modernisation et la réforme de la ville de Sienne, avec l'aide de son secrétaire, Jean Baptiste Lesseps. La visite d'Élisa Bonaparte à Sienne en 1809, où elle est reçue par le Préfet Gandolfo et le maire, témoigne du rôle de Gandolfo dans la gestion des événements officiels de haut niveau. Mais il administre un territoire où la présence française suscite des tensions, en raison des impôts jugés excessifs, de la conscription militaire et de l’opposition de certaines élites locales à la domination napoléonienne, ainsi que de l'attachement continu de la population de l'Ombrone à la Maison des Habsbourg. Pendant la crise frumentaire de 1812, il applique initialement les décrets de Napoléon sur les prix, mais il finit par suspendre les prix maximum en raison de la cessation de la circulation des céréales. Il soutient également les mesures locales visant à empêcher l'épuisement des réserves de céréales.[réf. nécessaire].

### Franc-maçon
Il est vénérable d'honneur de la loge de Sienne Napoléon-François en 1811 

## Distinctions et Hommages
il est fait chevalier de la légion d'honneur le 25 prairial an 12 .
Par décret du 30 juin 1811, en signe de la reconnaissance de ses services Ange Gandolfo est élevé au titre de Baron de l'Empire par lettres patentes datées du 30 septembre 1811 à Anvers . Cette distinction honorifique s'inscrit dans la politique de Napoléon de créer une nouvelle noblesse impériale fondée sur le mérite et le service rendu à l'État. Les armes spécifiques associées au rang de baron préfet sont décrites : « D'or, à l'ours en pied de sable tenant de la dextre une horloge antique d'azur ; au franc-quartier des Barons préfets brochant au neuvième de l'écu" » 